# ISO 3166-2:IE
ISO 3166-2:IE is een ISO-standaard met betrekking tot de zogenaamde geocodes. Het is een subset van de ISO 3166-2 tabel, die specifiek betrekking heeft op Ierland.
De gegevens werden tot op 27 november 2015 geüpdatet op het ISO Online Browsing Platform (OBP). Hier worden 26 graafschappen - county (en) / comté (fr) / contae (ga) – en 4 provincies - province (en) / province (fr) / cúige (ga) – gedefinieerd.
Volgens de eerste set, ISO 3166-1, staat IE voor Ierland, het tweede gedeelte is een één of tweeletterige code.

## Codes
| Code  | Engelse naam | Ierse naam        | Categorie  | Deel van |
| ----- | ------------ | ----------------- | ---------- | -------- |
| IE-C  | Connaught    | Connacht          | provincie  |          |
| IE-G  | Galway       | Gaillimh          | graafschap | IE-C     |
| IE-LM | Leitrim      | Liatroim          | graafschap | IE-C     |
| IE-MO | Mayo         | Maigh Eo          | graafschap | IE-C     |
| IE-RN | Roscommon    | Ros Comáin        | graafschap | IE-C     |
| IE-SO | Sligo        | Sligeach          | graafschap | IE-C     |
| IE-L  | Leinster     | Laighin           | provincie  |          |
| IE-D  | Dublin       | Baile Átha Cliath | graafschap | IE-L     |
| IE-CW | Carlow       | Ceatharlach       | graafschap | IE-L     |
| IE-KE | Kildare      | Cill Dara         | graafschap | IE-L     |
| IE-KK | Kilkenny     | Cill Chainnigh    | graafschap | IE-L     |
| IE-WW | Wicklow      | Cill Mhantáin     | graafschap | IE-L     |
| IE-LS | Laois        | Laois             | graafschap | IE-L     |
| IE-LD | Longford     | An Longfort       | graafschap | IE-L     |
| IE-LH | Louth        | Lú                | graafschap | IE-L     |
| IE-MH | Meath        | An Mhí            | graafschap | IE-L     |
| IE-OY | Offaly       | Uíbh Fhailí       | graafschap | IE-L     |
| IE-WH | Westmeath    | An Iarmhí         | graafschap | IE-L     |
| IE-WX | Wexford      | Loch Garman       | graafschap | IE-L     |
| IE-M  | Munster      | An Mhumhain       | provincie  |          |
| IE-CE | Clare        | An Clár           | graafschap | IE-M     |
| IE-CO | Cork         | Corcaigh          | graafschap | IE-M     |
| IE-KY | Kerry        | Ciarraí           | graafschap | IE-M     |
| IE-LK | Limerick     | Luimneach         | graafschap | IE-M     |
| IE-TA | Tipperary    | Tiobraid Árann    | graafschap | IE-M     |
| IE-WD | Waterford    | Port Láirge       | graafschap | IE-M     |
| IE-U  | Ulster       | Ulaidh            | provincie  |          |
| IE-CN | Cavan        | An Cabhán         | graafschap | IE-U     |
| IE-DL | Donegal      | Dún na nGall      | graafschap | IE-U     |
| IE-MN | Monaghan     | Muineachán        | graafschap | IE-U     |